# 佐格拉夫修道院
佐格拉夫修道院 (Moní Zográphou；英语：Zograf Monastery) 是希腊阿索斯山的一座保加利亚正教会修道院，由三位来自奥赫里德的保加利亚修士创建于9世纪末或10世纪初，传统上为保加利亚正教会修士居住。目前修道院内有15名修士。
佐格拉夫修道院供奉13或14世纪的圣乔治像。佐格拉夫在希腊文的意思是“画家”，包括生命（zoe）和抄写员（grafos）。

## 历史
该修道院最早见于记载是在980年。在中世纪，得到了保加利亚、拜占庭帝国和塞尔维亚统治者的慷慨资助。1275年，该修道院遭十字军洗劫并焚毁，造成26名修士死亡。他们的纪念日是在每年公历10月10日。
该修道院目前的面貌形成于16世纪，现今的建筑建于18世纪中叶。

## 图书馆

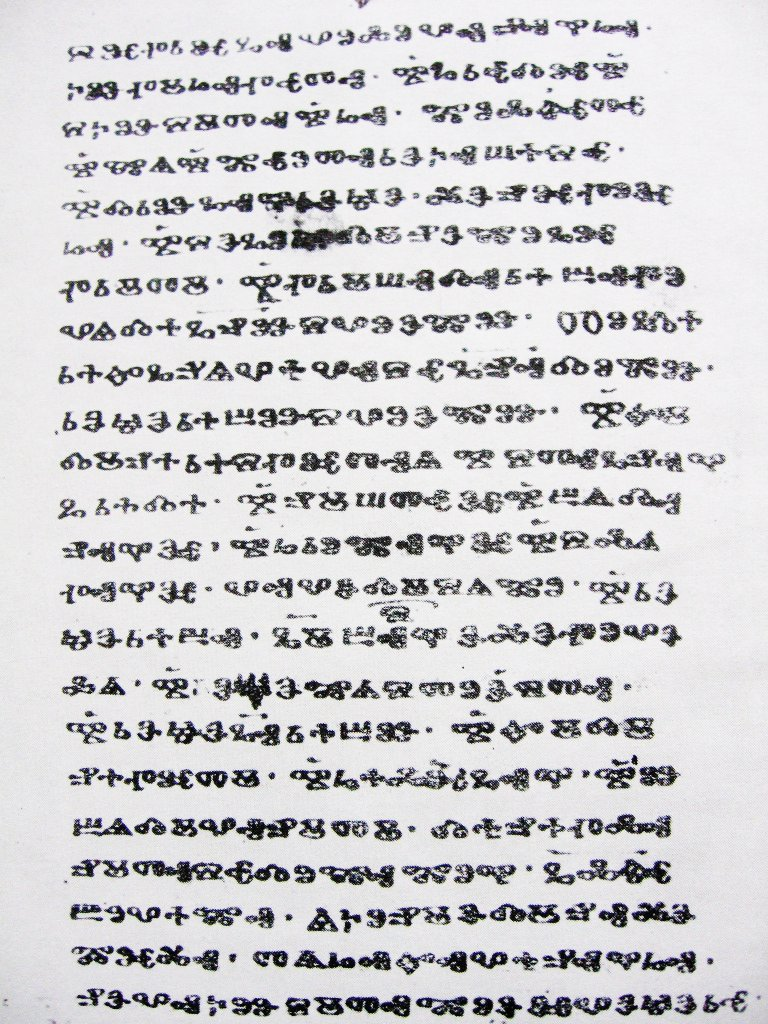

佐格拉夫修道院的图书馆对于保加利亚文化具有特殊重要的意义，保存中世纪手稿，388册为斯拉夫语，126册为希腊语，以及约10000印刷书籍。
南极洲南設得蘭群島利文斯頓島的佐格拉夫峰，是以佐格拉夫修道院命名。
佐格拉夫修道院出现在1999年和2005年保加利亚2列弗纸币上。2011年，保加利亚又发行描绘佐格拉夫修道院的10列弗纪念币。

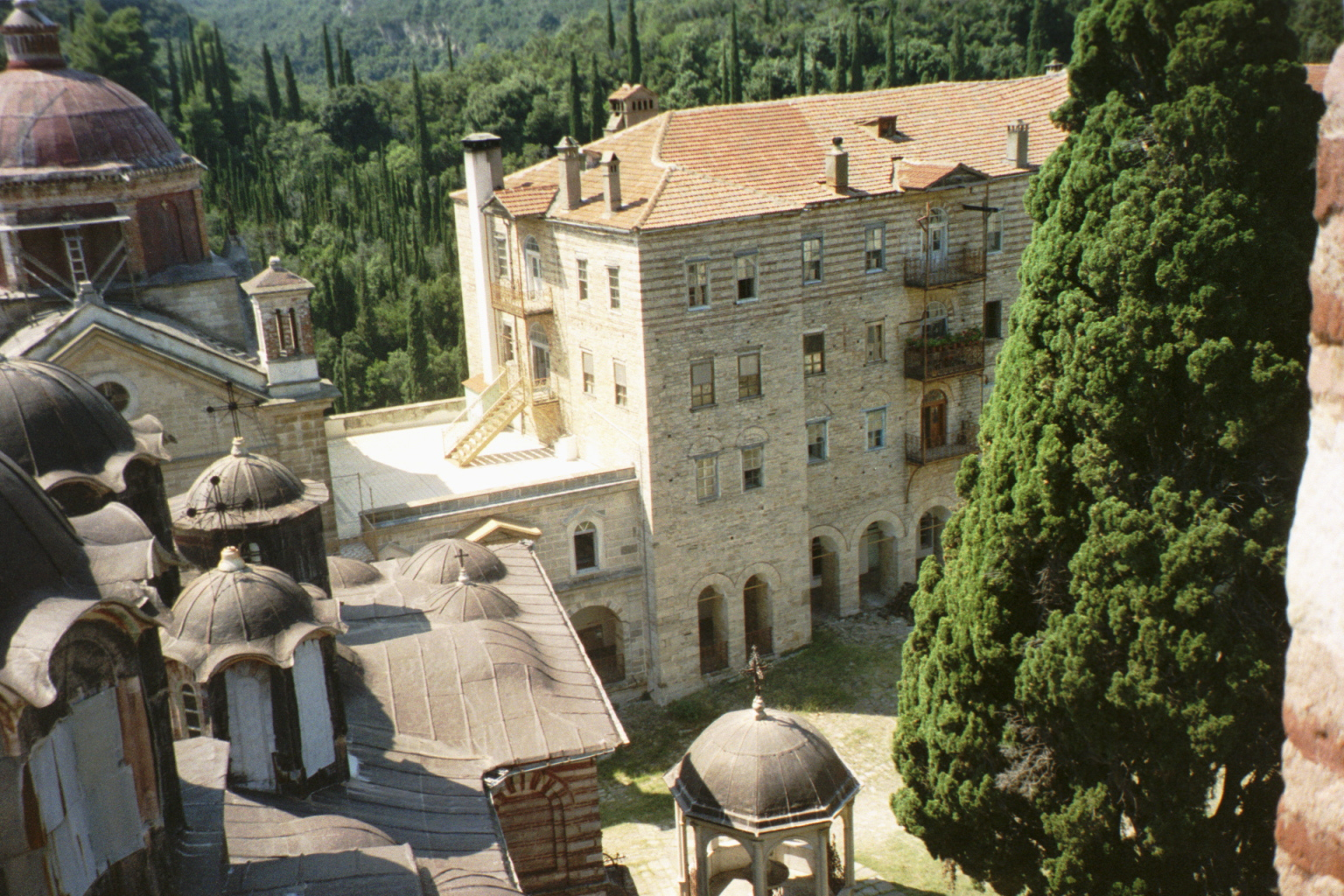
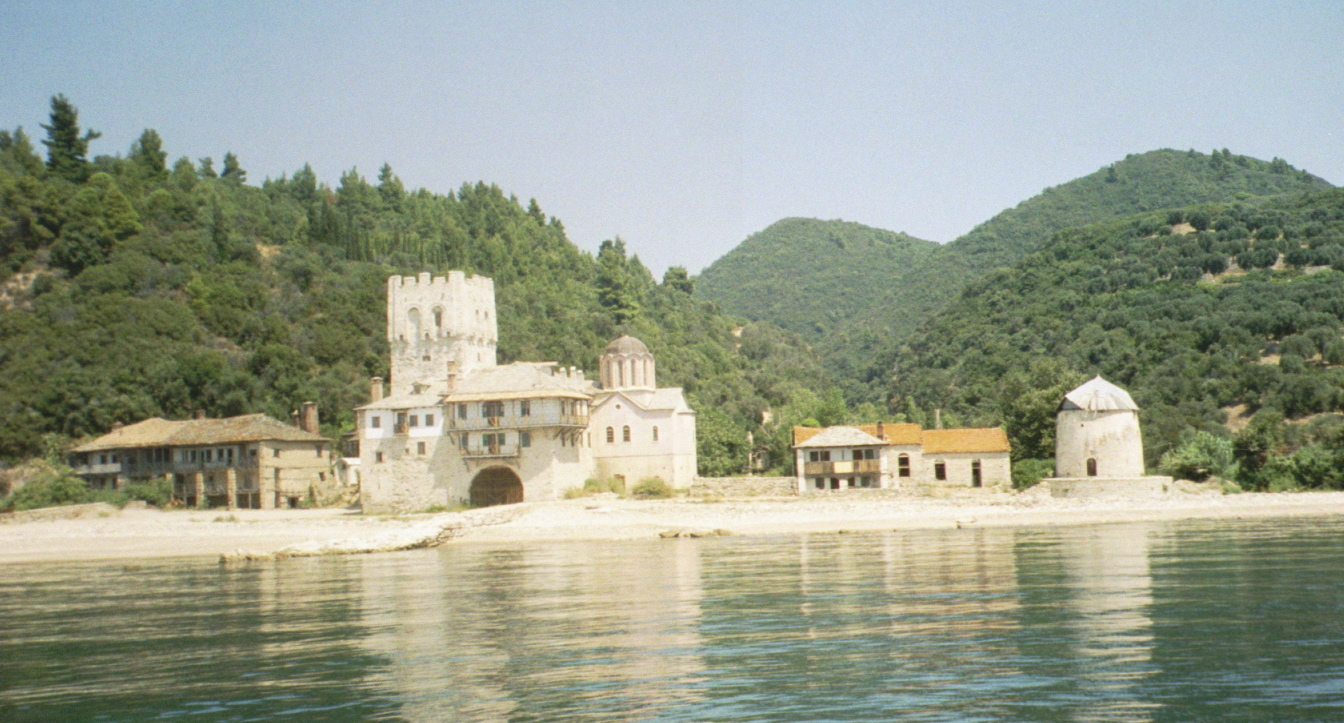
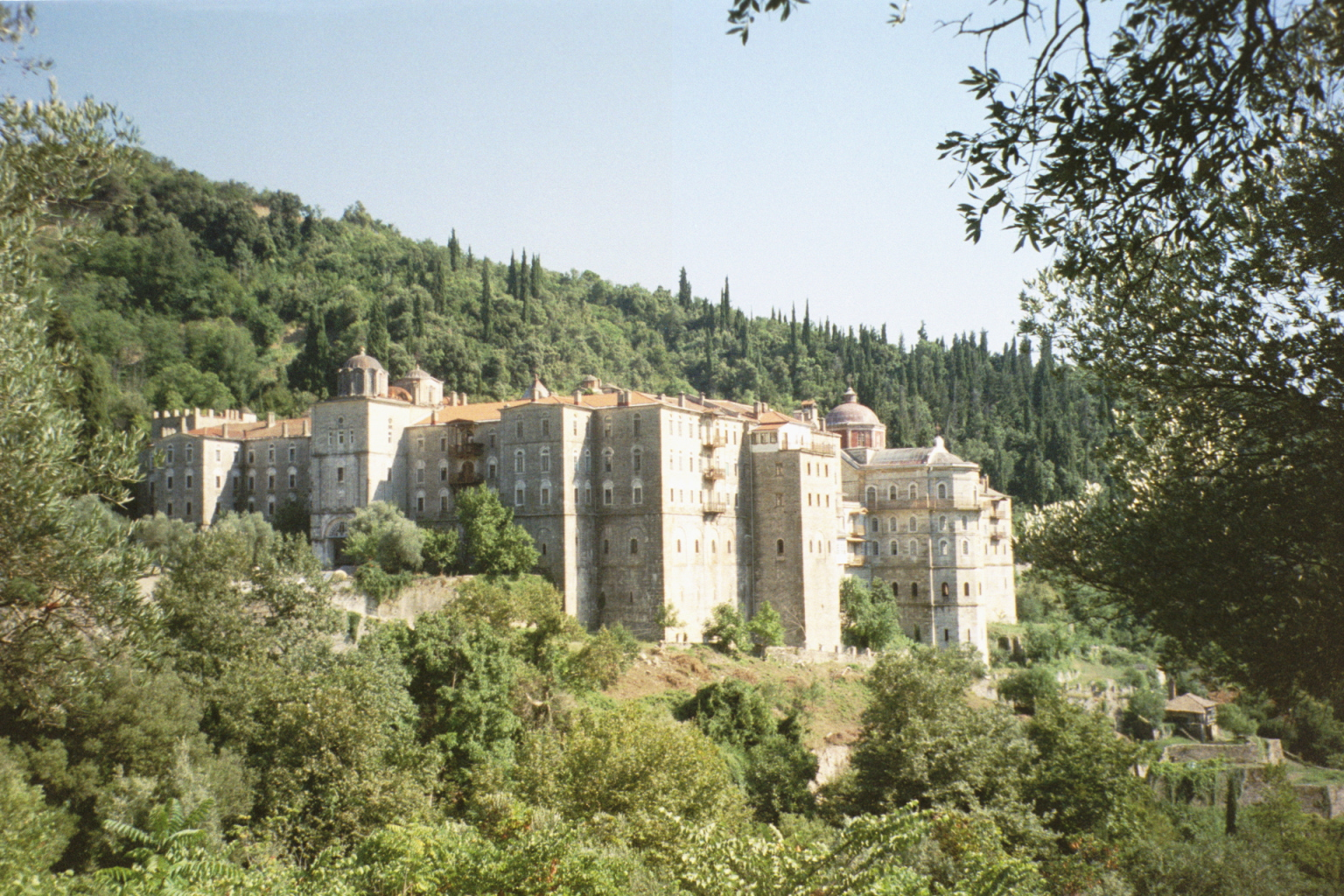
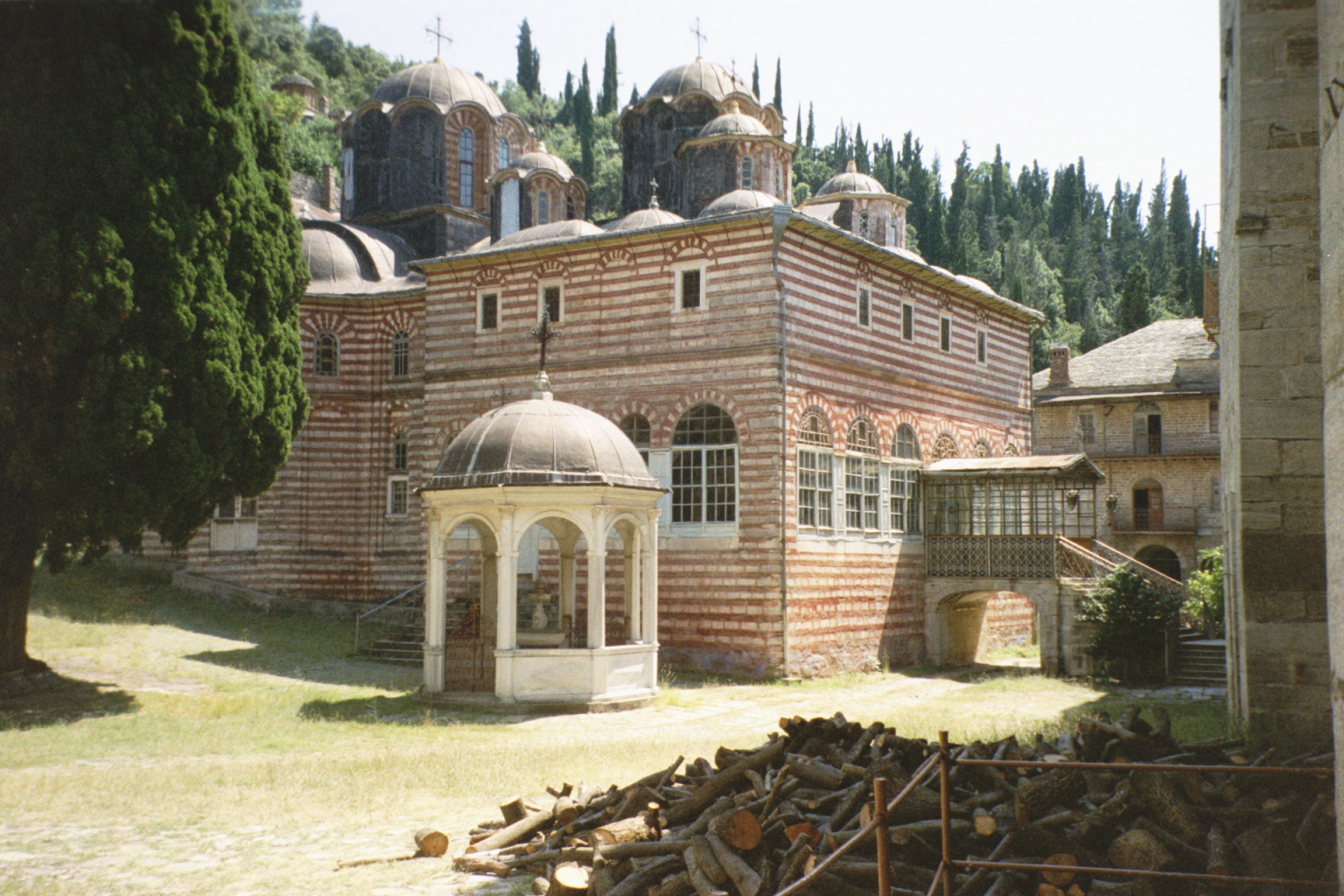
.

## 书目
A. E. Bakalopulos. . 1973: 166. At the end of the 15th century, the Russian pilgrim Isaiah relates that the monks support themselves with various kinds of work including the cultivation of their vineyards....He also tells us that nearly half the monasteries are Slav or Albanian. As Serbian he instances Docheiariou, Grigoriou, Ayiou Pavlou, a monastery near Ayiou Pavlou and dedicated to St. John the Theologian (he no doubt means the monastery of Ayiou Dionysiou), and Chilandariou. Panteleïmon is Russian, Simonopetra is Bulgarian, and Karakallou and Philotheou are Albanian.